# I. Artemiszia
 I Artemiszia, vagy Halikarnasszoszi Artemiszia (ógörögül: Ἀρτεμῑσίᾱ, óperzsa Anāhitā, perzsa آناهیتا Halikarnasszosz, Kis-Ázsia, ma Bodrum, Törökország) görög uralkodónő i. e. 480 körül.

## Élete
Apja  Lügdamisz, Halikarnasszosz királya, anyja neve nem maradt ránk. Miután felesége belehalt a szülésbe Lügdamisz elhatározta, hogy többé nem vesz asszonyt magához és örököse Artemiszia lesz. Ennek szellemében zajlott nevelése. Tizenkét évesen vett részt először haditanácson, ekkorra már négy nyelven folyékonyan beszélt, kitűnően értett a taktikához, stratégiához, és közelharchoz. Ezenfelül jól bánt a hangszerekkel, kiváltképp a hárfával, és gyakran énekelt. Apja rendszeresen küldte diplomáciai utakra, ahol maga parancsolt a hajóján és a navigációt is ő végezte. Bejárta így a görög gyarmatvárosok nagy részét és a föníciai partokat.
Hatalomra kerülése után kereskedelmi megállapodást kötött a perzsákkal, de jó kapcsolatot ápolt a görög poliszokkal is, akik nemesfémért cserébe keleti luxuscikkeket vásárolhattak. Felszabadított rabszolgákból, és zsoldosokból egy kiváló, kis létszámú haderőt hozott létre. Hadseregének igazi ereje azonban a tengerészet volt, melyet a hivatalos királyi hajókon kívül nagyszámú kalóz is támogatott.

## Haditettek - A görög-perzsa háborúk
A görög–perzsa háborúkban Artemiszia a perzsákhoz csatlakozott és I. Khsajársá oldalán több kisebb harcban is részt vett Az euboiai csatában az ő higgadtságának tulajdonították a perzsa hajóhad balszárnyának megmentését a teljes megsemmisüléstől.
Ugyancsak az euboiai csatához kötődik az az eset, mely miatt a görögök vérdíjat tűztek ki a fejére. A hajósok egy lakóniai tisztet húztak ki a tengerből a királynő vezérhajójára. Artemiszia szélnek akarta ereszteni, mivel bátor ellenség volt, és ő mint Poszeidón papnője kegyet gyakorolhatott a vízből kimentett emberekkel. A tiszt viszont leköpte és árulónak nevezte, majd kijelentette: inkább meghal, mintsem egy ilyen boszorkány kímélje meg. Erre a királynő kifeszítette a hajóorra, átvágta a torkát és hagyta vérét a tengerbe hullni áldozat gyanánt.

### A szalamiszi csata
Feljegyezték hogy ő volt az egyetlen Khsajársá hadvezérei közül, aki ellenezte hogy a tengeren ütközzenek meg a görögökkel. Úgy gondolta, hogy ha a túlerőben lévő szárazföldi haderő szétzúzza a görögöket, a hajóknak úgy sem lesz hova visszavonulni. Bár a perzsa uralkodónak tetszett a javaslat, mégis a haditanács többségi döntését fogadta el.
Miután a szalamiszi csatában a görög hajóhad szétzúzta a perzsa flottát, Artemiszia hajója, mely az élen haladt, nem tudott elmenekülni a perzsa hajók tolongása miatt. Mikor üldözőbe vette egy attikai hajó, Artemiszia gyorsan megtámadta az egyik perzsa szövetséges hajóját. Más vélemények szerint a nagy sietségben véletlenül ment neki, ezt nem lehet eldönteni, mert az ütközés tény, a szándék nem látható. Az attikai hajó parancsnoka, amikor látta, hogy Artemiszia egy barbár hajót támad meg, azt hitte róla, hogy vagy görög hajó, vagy pedig átpártolt a görögökhöz, és most együtt harcol velük a perzsák ellen. Ebben a hiszemben abbahagyta az üldözést, és más ellenséget keresett magának.

## Szalamisz után
A szalamiszi csata után Khsajársá Artemiszia tanácsára hazatért. Mivel a harcokban mindkét fél kimerült, nagyrészt fennmaradt a status quo, így Artemiszia Halikarnasszosz királynője maradt tovább folytatva a mindkét féllel való kereskedelmet. Idős korában hunyt el egy erős és gazdag országot hagyva hátra életműveként.

## Film
Alakja feltűnik a 300: A birodalom hajnala című filmben, ahol a harcművészetben jártas, démoni nőként ábrázolt királynőt Eva Green alakította.

## Külső hivatkozások
- Artemiszia